# Катастрофа Ил-76 под Псковом
Катастрофа Ил-76 под Псковом — авиационная катастрофа самолёта Ил-76М ВВС России, произошедшая в четверг 8 июля 1993 года близ Псковского аэропорта (аэродром Кресты), при этом погибли 11 человек.

## Самолёт
Ил-76М с регистрационным номером CCCP-86039 (заводской — 093417518, серийный — 13-10) был выпущен Ташкентским авиационным заводом по одним данным в 1979 году, по другим — в 1981 году, после чего передан Министерству обороны СССР и поступил в советские ВВС. В 1993 году был перерегистрирован, в результате чего номер сменился на RA-86039. На момент катастрофы относился к 334-му Берлинскому Краснознаменному военно-транспортному авиационному полку, базировавшемуся на аэродроме Кресты.

## Экипаж
Экипаж самолёта состоял из 11 человек:
- Командир экипажа — майор Владимир Викторович Гудин.
- Помощник командира — капитан Андрей Поликарпович Долганов.
- Штурман — капитан Павел Борисович Волгин.
- Бортинженер — капитан Александр Фёдорович Синюков.
- Бортрадист — старший лейтенант Алексей Валентинович Блинков.
- Старший прапорщик Анатолий Фёдорович Башинов.
- Прапорщик Василий Петрович Половинский.
- Прапорщик Аркадий Борисович Васильев.
- Курсант Дмитрий Владимирович Живых.
- Курсант Константин Валерьевич Орлов.
- Курсант Виталий Анатольевич Зубарев.

## Катастрофа
Экипаж выполнял учебно-тренировочный полёт, но когда с момента вылета прошло 8 минут, а самолёт ещё поднимался до эшелона 1200 метров, неожиданно пропала связь с кабиной кормового стрелка. Также во внутренних и внешних системах связи появились шумы, которые экипаж не смог устранить. Когда с момента взлёта прошло 22 минуты (14 минут после прекращения связи), руководитель полётов велел самолету 86039 прекращать задание, после чего передал условия выхода на точку для захода на посадку. Самолёт направился к аэродрому, при этом в течение данного полёта у фюзеляжа отделились элементы хвостовой части. Спустя 3 минуты после прекращения задания (25-я минута полёта) экипаж сообщил на землю, что у них на борту за гермостворкой пожар, на что руководитель полётов разрешил выполнять экстренное снижение. Самолёт при режиме двигателей 90 % был выведен из крена, после чего переведён в энергичное снижение. Затем в 3400 метрах от торца взлётно-посадочной полосы и в 480 метрах левее продолжения её оси (у микрорайона Любятово) машина в 20:47:20 врезалась в лес, разрушилась и загорелась. Все 11 человек на борту погибли.

## Причины
Согласно официальному заключению, пожар проходил в кабине кормового стрелка. Когда огонь добрался до находящихся там боеприпасов и привёл к их детонации, взрывом были разрушены тяги руля высоты, в результате чего пропало управление самолётом в продольном направлении, из-за чего экипаж уже не смог вывести машину из снижения. Причину возникновения пожара официально установить не удалось.
Существует альтернативная версия, согласно которой пожар был вызван попаданием в самолёт пули, которая пробила магистрали трубопроводов гидросистемы и повредила кислородное оборудование, в результате чего произошло возгорание рабочей жидкости гидросистемы, а также отказала система открытия аварийной двери. Пули могли попасть в Ил-76, когда тот на высоте всего пару сотен метров выполнял набор высоты над полигоном Черёха, где в это время проходили стрельбы.

## Последствия
Погибший экипаж был похоронен в Пскове на Орлецовском кладбище; ныне на их братской могиле установлен мемориал. На месте падения самолёта сохранили хвостовую часть и фрагмент крыла, на которых установили памятную доску с именами и фотографиями погибших. Также после псковской катастрофы при выполнении учебных полётов самолёты перестали комплектоваться пушками и боекомплектами, а впоследствии и упразднили должность стрелка.